# 3095 Omar Khajjám
A 3095 Omar Khajjám (ideiglenes jelöléssel 1980 RT2) egy kisbolygó a Naprendszerben. Ljudmila Vasziljevna Zsuravljova fedezte fel 1980. szeptember 8-án.